# Prison Break
Prison Break es una serie de televisión dramática estadounidense creada por Paul Scheuring y estrenada el 29 de agosto de 2005.
La trama de la serie gira en torno a Michael Scofield, que en un elaborado plan para rescatar a su hermano Lincoln Burrows, entra a "Fox River" una cárcel de máxima seguridad cerca de Chicago, para sacar a su hermano acusado por un falso asesinato del hermano de la vicepresidenta. Fue creada por Paul Scheuring y producida por Adelstein-Parouse Productions en asociación con Original Television y 20th Century Fox Television. 
Su originalidad y sus cualidades la han hecho merecedora de nominaciones a distintos premios como los Emmy y los Globo de Oro, siendo recordada como pionera en la metodología contemporánea de las series, en cuanto a calidad y suspense  generado entre los episodios (lo que hoy se conoce como Binge-watching). Esto se vio reflejado en el éxito de audiencia, en sus primeras dos temporadas.
Desde su estreno en 2005 fue emitida por la cadena Fox, pero desde 2007 la serie se había transmitido en Latinoamérica a través de FX, mientras que en España se estrenó el 21 de septiembre por La Sexta.
Las temporadas 1, 2 y 4 tuvieron 22 episodios cada una, mientras que la 3 solamente tuvo 13 capítulos. Debido a la Huelga de guionistas, el final de la tercera temporada fue replanteado. La huelga, que comenzó en noviembre de 2007 y terminó en febrero de 2008, mantuvo en paro la grabación del resto de la temporada de la serie.
A finales de marzo de 2008, la cadena Fox confirmó la producción de una cuarta temporada de 23 episodios que se estrenó en Estados Unidos el 1 de septiembre de 2008. Fue filmada en Los Ángeles y es la última temporada de la saga. En enero de 2009 se anunció que esta cuarta temporada quedaba pausada en el capítulo 16 hasta el 17 de abril de ese mismo año, cuando se reanudó para terminar con los seis episodios finales.
A principios de agosto de 2015, Fox anunció el regreso de la serie para una quinta temporada con una tanda de 9 episodios que consistirá en una secuela años después de los acontecimientos de la cuarta temporada. El estreno de la quinta temporada fue el 4 de abril de 2017 (en los Estados Unidos) y el 10 de abril de 2017 (en España) y fue emitido por FOX.
En enero de 2018, Fox confirmó que una sexta temporada estaba en pre-desarrollo, sin embargo, en agosto de 2019, la cadena revirtió su decisión y anunció que no iban a revivir la serie, sumado a esto, en noviembre de 2020 Wentworth Miller dijo que no está interesado en volver a interpretar a Michael Scofield.

## Temporadas y Capítulos
Temporada 1
1. Piloto
2. Allen
3. La prueba de la Celda
4. Lindo veneno
5. Inglés, Fitz o Percy
6. Motines, taladros y el demonio I
7. Motines, taladros y el demonio II
8. Antiguo Jefe
9. Tweener
10. Juego de Manos
11. Y entonces fueron siete
12. Un hombre de más 
13. Final del túnel 
14. La rata
15. Por la piel y los dientes
16. El guardián de mi hermano
17. J- Cat
18. Engaño
19. La clave
20. Esta noche 
21. Vamos
22. La huida
Temporada 2
1. Persecución
2. Otis
3. Escaneo
4. Primer caído
5. Mapa 1213
6. Subdivisión
7. Enterrado
8. Trampa
9. Desenterrando
10. Rendezvous
11. Bolshoi Booze
12. Desconexión
13. La caja de la muerte
14. NN
15. El mensaje
16. Chicago
17. Mala sangre
18. Lavar
19. Dulce Caroline
20. Panamá
21. Fin del camino
22. Sona

Temporada 3
1. Orientación
2. Fuego/Agua
3. Llamada en espera
4. Buenas vallas
5. Interferencia
6. Un final de foto
7. Vámonos
8. Sangre y fuego
9. Enjaulado
10. Bajo tierra
11. Abajo y fuera
12. Contra viento y marea
13. El arte de la negociación

Temporada 4
1. Scylla
2. Rompiendo y entrando
3. Apagado
4. Águilas y Ángeles
5. Sanos y salvos
6. Explosión
7. La cinco por las malas
8. El precio
9. Grandeza conseguida
10. La clave
11. Motín silencioso
12. Desinteresados
13. Con o sin trato
14. ¿Negocio nada más?
15. Subconsciente
16. El estado del sol
17. Carga materna
18. Versus
19. H.D.P
20. Indios y Vaqueros
21. Tasa de cambio
22. Final del número
23. El último baile antes de las cadenas
24. Libre

Temporada 5
1. Ogygia
2. Kaniel Outis
3. El mentiroso
4. El dilema del prisionero
5. Contingencia
6. Phaecia
7. Mar color Vino Oscuro
8. Progenie
9. Detrás de los ojos.

Información adquirida de  Star +
M.M.M

## Sinopsis

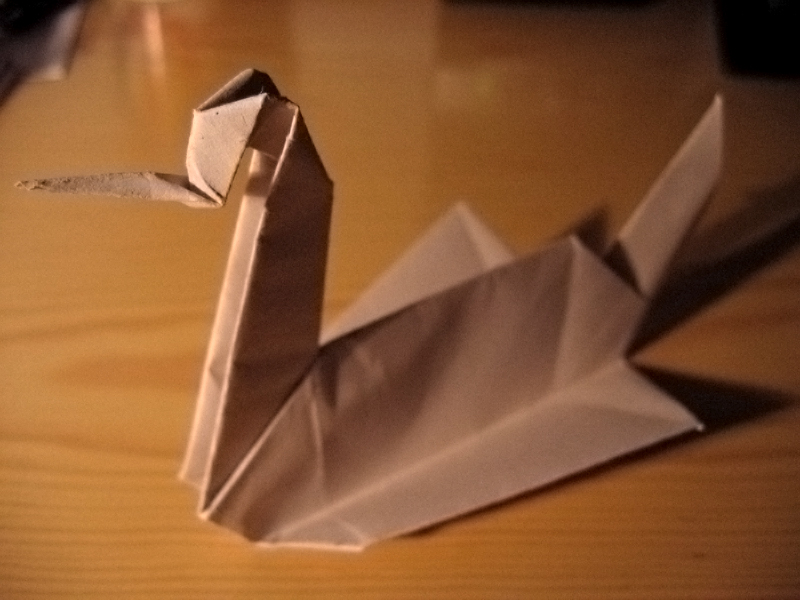
Grulla en origami. Es una especie de símbolo entre los hermanos que significa obligación de ambos a protegerse. En la primera temporada, Michael los diseña con frecuencia para usarlos en cada uno de los pasos para su fuga.

### Primera temporada
La primera temporada consta de 22 episodios. Lincoln Burrows es acusado de ser el autor de un crimen que él dice no haber cometido: asesinar a Terrence Steadman, el hermano de la vicepresidenta de los Estados Unidos. Lincoln es sentenciado a muerte y enviado a la Penitenciaría Estatal Fox River, para cumplir allí su condena hasta el día de su ejecución. Michael Scofield, el hermano menor de Lincoln, está convencido de la inocencia de su hermano y elabora un plan de escape de la prisión. Después de haber planeado la fuga, Michael roba un banco a mano armada para que lo encarcelen en Fox River. Dentro de la cárcel debe llevar a cabo su plan, pero debe superar obstáculos, sobrevivir en prisión y aliarse con otros presos para poder escapar con su hermano de la prisión antes de su fecha de ejecución. Mientras, fuera de la cárcel, la abogada Veronica Donovan, amiga de infancia de los hermanos, hace todo lo posible para aclarar la conspiración que llevó a Lincoln a la cárcel, pero los agentes secretos de una organización conocida como la Compañía, hacen lo imposible para obstaculizar el trabajo de Verónica.

### Segunda temporada
La segunda temporada consta de 22 episodios y es continuación directa del final de la primera temporada. Comienza ocho horas después de la fuga de prisión y se centra principalmente en la supervivencia de los fugitivos. Un nuevo personaje importante se introduce esta temporada: el agente del FBI, Alex Mahone, a quien se le asigna el trabajo de capturar a los ocho de Fox River. Los fugitivos recorren todo el país para no ser encontrados por la policía. Cada uno tiene sus metas individuales, sin embargo, varios coinciden en Utah, donde hay 5 millones de dólares enterrados (dinero que Charles Westmoreland o "D. B. Cooper", enterró antes de ser capturado). El argumento secundario de esta temporada es el interés de la Compañía por localizar y eliminar a Lincoln Burrows y a los demás fugitivos.

### Tercera temporada
La tercera temporada consta de 13 episodios y es la continuación del final de la segunda temporada, donde la mayor parte de los personajes principales terminan en Panamá. Lincoln es exonerado de sus presuntos crímenes, mientras Michael es encarcelado por cargos de homicidio en la Penitenciaría Federal de Sona, junto con Mahone, T-Bag y Bellick. Michael se ve obligado a escapar de prisión nuevamente, coaccionado por la Compañía para que se fugue y entregue a James Whistler, a cambio de la liberación de LJ y Sara.

### Cuarta temporada
La cuarta temporada consta de 24 episodios y se estrenó el 1 de septiembre del 2008 con un especial de 2 horas. Fue filmada en Los Ángeles. El primero de los 22 episodios de esta cuarta temporada fue titulado "Scylla".
Durante la primera mitad de esta temporada el equipo liderado por Michael debe hacerse con las seis tarjetas de Scylla, vitales para derrotar a la Compañía. El grupo está configurado por la Dra. Sara Tancredi, Michael Scofield, Lincoln Burrows, Fernando Sucre, Brad Bellick y Alexander Mahone. Todos ellos están bajo el control de su superior, el agente Donald Self. Para el sexteto, el hacerse con las tarjetas de Scylla es la única manera de liberar sus cargos y ser libres una vez acabada la misión.

### Quinta temporada
La serie Prison Break regresa siete años después de su final. Tanto Wentworth Miller como Dominic Purcell, quienes interpretaron a los hermanos Michael Scofield y Lincoln Burrows respectivamente, volvieron a sus papeles. Los nuevos episodios contaron también con el regreso de otros personajes de la serie original, entre ellos Sarah Wayne Callies y Robert Knepper, quienes dieron vida a Sara Tancredi y T-Bag respectivamente.
Esta temporada adicional se plantea como una historia más internacional y contó con 9 episodios, lo cual contraste notablemente con los 22 episodios de la temporada 1, así como con los también 22 episodios de la temporada 2. Tuvo, además, el problema de esquivar el final de la propia serie, en la temporada 4, en donde se daba por cerrado el principal conflicto y nudo argumentativo que guio la temporada 4, con La Compañía. La serie fue estrenada el 4 de abril, la trama de la misma se centra en que Michael está encerrado en una prisión de Yemen (prisión de Ogygia), y se hace llamar Kaniel Outis.

## Personajes

### Principales
| Wentworth Miller    | Michael Scofield                 | Principal | Principal  | Principal  | Principal | Principal |  |  |  |  |  |  |  |  |  |  |  |  |  |  |  |  |  |  |  |  |  |  |  |  |  |  |  |  |  |  |  |  |  |  |  |  |  |  |  |  |  |  |  |  |  |  |  |  |  |  |  |  |  |  |
| Dominic Purcell     | Lincoln Burrows                  | Principal | Principal  | Principal  | Principal | Principal |  |  |  |  |  |  |  |  |  |  |  |  |  |  |  |  |  |  |  |  |  |  |  |  |  |  |  |  |  |  |  |  |  |  |  |  |  |  |  |  |  |  |  |  |  |  |  |  |  |  |  |  |  |  |
| Sarah Wayne Callies | Sara Tancredi                    | Principal | Principal  | Doble      | Principal | Principal |  |  |  |  |  |  |  |  |  |  |  |  |  |  |  |  |  |  |  |  |  |  |  |  |  |  |  |  |  |  |  |  |  |  |  |  |  |  |  |  |  |  |  |  |  |  |  |  |  |  |  |  |  |  |
| Robert Knepper      | Theodore "T-Bag" Bagwell         | Principal | Principal  | Principal  | Principal | Principal |  |  |  |  |  |  |  |  |  |  |  |  |  |  |  |  |  |  |  |  |  |  |  |  |  |  |  |  |  |  |  |  |  |  |  |  |  |  |  |  |  |  |  |  |  |  |  |  |  |  |  |  |  |  |
| Amaury Nolasco      | Fernando sucre                   | Principal | Principal  | Principal  | Principal | Principal |  |  |  |  |  |  |  |  |  |  |  |  |  |  |  |  |  |  |  |  |  |  |  |  |  |  |  |  |  |  |  |  |  |  |  |  |  |  |  |  |  |  |  |  |  |  |  |  |  |  |  |  |  |  |
| William Fichtner    | Alexander Mahone                 |           | Principal  | Principal  | Principal |           |  |  |  |  |  |  |  |  |  |  |  |  |  |  |  |  |  |  |  |  |  |  |  |  |  |  |  |  |  |  |  |  |  |  |  |  |  |  |  |  |  |  |  |  |  |  |  |  |  |  |  |  |  |  |
| Wade Williams       | Brad Bellick                     | Principal | Principal  | Principal  | Principal |           |  |  |  |  |  |  |  |  |  |  |  |  |  |  |  |  |  |  |  |  |  |  |  |  |  |  |  |  |  |  |  |  |  |  |  |  |  |  |  |  |  |  |  |  |  |  |  |  |  |  |  |  |  |  |
| Paul Adelstein      | Paul Kellerman                   | Principal | Principal  |            | Invitado  | Principal |  |  |  |  |  |  |  |  |  |  |  |  |  |  |  |  |  |  |  |  |  |  |  |  |  |  |  |  |  |  |  |  |  |  |  |  |  |  |  |  |  |  |  |  |  |  |  |  |  |  |  |  |  |  |
| Rockmond Dunbar     | Benjamin Miles "C-Note" Franklin | Principal | Principal  |            | Invitado  | Principal |  |  |  |  |  |  |  |  |  |  |  |  |  |  |  |  |  |  |  |  |  |  |  |  |  |  |  |  |  |  |  |  |  |  |  |  |  |  |  |  |  |  |  |  |  |  |  |  |  |  |  |  |  |  |
| Marshall Allman     | Lincoln "L. J." Burrows Jr.      | Principal | Principal  | Recurrente | Invitado  |           |  |  |  |  |  |  |  |  |  |  |  |  |  |  |  |  |  |  |  |  |  |  |  |  |  |  |  |  |  |  |  |  |  |  |  |  |  |  |  |  |  |  |  |  |  |  |  |  |  |  |  |  |  |  |
| Robin Tunney        | Veronica Donovan                 | Principal | Principal  |            |           |           |  |  |  |  |  |  |  |  |  |  |  |  |  |  |  |  |  |  |  |  |  |  |  |  |  |  |  |  |  |  |  |  |  |  |  |  |  |  |  |  |  |  |  |  |  |  |  |  |  |  |  |  |  |  |
| Peter Stormare      | John Abruzzi                     | Principal | Recurrente |            |           |           |  |  |  |  |  |  |  |  |  |  |  |  |  |  |  |  |  |  |  |  |  |  |  |  |  |  |  |  |  |  |  |  |  |  |  |  |  |  |  |  |  |  |  |  |  |  |  |  |  |  |  |  |  |  |
| Chris Vance         | James Whistler                   |           |            | Principal  | Principal |           |  |  |  |  |  |  |  |  |  |  |  |  |  |  |  |  |  |  |  |  |  |  |  |  |  |  |  |  |  |  |  |  |  |  |  |  |  |  |  |  |  |  |  |  |  |  |  |  |  |  |  |  |  |  |
| Robert Wisdom       | Norman "Lechero" St. John        |           |            | Principal  |           |           |  |  |  |  |  |  |  |  |  |  |  |  |  |  |  |  |  |  |  |  |  |  |  |  |  |  |  |  |  |  |  |  |  |  |  |  |  |  |  |  |  |  |  |  |  |  |  |  |  |  |  |  |  |  |
| Danay Garcia        | Sofia Lugo                       |           |            | Principal  | Principal |           |  |  |  |  |  |  |  |  |  |  |  |  |  |  |  |  |  |  |  |  |  |  |  |  |  |  |  |  |  |  |  |  |  |  |  |  |  |  |  |  |  |  |  |  |  |  |  |  |  |  |  |  |  |  |
| Jodi Lyn O'Keefe    | Gretchen Morgan                  |           |            | Principal  | Principal |           |  |  |  |  |  |  |  |  |  |  |  |  |  |  |  |  |  |  |  |  |  |  |  |  |  |  |  |  |  |  |  |  |  |  |  |  |  |  |  |  |  |  |  |  |  |  |  |  |  |  |  |  |  |  |
| Michael Rapaport    | Donald Self                      |           |            |            | Principal |           |  |  |  |  |  |  |  |  |  |  |  |  |  |  |  |  |  |  |  |  |  |  |  |  |  |  |  |  |  |  |  |  |  |  |  |  |  |  |  |  |  |  |  |  |  |  |  |  |  |  |  |  |  |  |
| Mark Feuerstein     | Jacob Anton Ness                 |           |            |            |           | Principal |  |  |  |  |  |  |  |  |  |  |  |  |  |  |  |  |  |  |  |  |  |  |  |  |  |  |  |  |  |  |  |  |  |  |  |  |  |  |  |  |  |  |  |  |  |  |  |  |  |  |  |  |  |  |
| Inbar Lavi          | Sheba                            |           |            |            |           | Principal |  |  |  |  |  |  |  |  |  |  |  |  |  |  |  |  |  |  |  |  |  |  |  |  |  |  |  |  |  |  |  |  |  |  |  |  |  |  |  |  |  |  |  |  |  |  |  |  |  |  |  |  |  |  |
| Augustus Prew       | David "Whip" Martin              |           |            |            |           | Principal |  |  |  |  |  |  |  |  |  |  |  |  |  |  |  |  |  |  |  |  |  |  |  |  |  |  |  |  |  |  |  |  |  |  |  |  |  |  |  |  |  |  |  |  |  |  |  |  |  |  |  |  |  |  |

Los dos personajes principales de la serie son Lincoln Burrows (Dominic Purcell) y Michael Scofield (Wentworth Miller). Lincoln es un hombre condenado a muerte por un delito que no cometió; el asesinato del hermano de la vicepresidenta de los Estados Unidos. Michael es su hermano menor. Antes de dedicar todo su tiempo al caso de su hermano, Michael trabajaba como ingeniero estructural en una prestigiosa empresa de Chicago. Michael arriesga su vida para salvar la de su hermano y elabora un plan de escape para librarlo de la ejecución. Michael y Lincoln tienen un amor fraternal tan fuerte, que uno es capaz de sacrificarse para proteger al otro. Lincoln y Michael son los únicos personajes de la serie que han aparecido en todos los episodios de la misma.
Veronica Donovan (Robin Tunney) es amiga de la infancia de Lincoln y Michael. Es abogada y hace hasta lo imposible para apelar el juicio de Lincoln. Su personaje es clave en la primera temporada. L. J. Burrows (Marshall Allman) es el hijo adolescente de Lincoln. Es uno de los más afectados por la sentencia de su padre y se ve forzado a esconderse del Servicio Secreto, pues se convierte en uno de los blancos de la gente que desea la muerte de Lincoln.
En la Penitenciaría Estatal Fox River donde Lincoln será ejecutado y donde Michael cumple su condena, hay dos presos importantes en el plan de escape, Fernando Sucre (Amaury Nolasco) y John Abruzzi (Peter Stormare). Sucre es el compañero de celda de Michael en la prisión y fue condenado después de cometer un robo a mano armada, sin embargo, no es un mal hombre y todo lo hizo por amor. Sucre es también el personaje que le da un toque cómico a la trama de la serie, y se va haciendo amigo de Michael para escapar con él de la prisión. Abruzzi es el líder de un grupo de la mafia de Chicago. Es uno de los presos que está también involucrado en el plan de fuga y le hace la vida imposible a Michael los primeros días en la prisión, para que este le entregue a uno de los testigos presenciales de sus crímenes, Otto Fibonacci.
Otros personajes principales en Prison Break son Brad Bellick (Wade Williams) y Sara Tancredi (Sarah Wayne Callies). Bellick es el capitán oficial de la penitenciaría; no le cae bien Michael y siempre es un tropiezo en el plan. Sara es la doctora de la prisión, hija del gobernador del estado de Illinois, Frank Tancredi (John Heard). A Sara al principio solo le atrae Michael, pero con el tiempo se enamora de él.
Paul Kellerman (Paul Adelstein) es un agente del Servicio Secreto, comete delitos y crímenes trabajando para la vicepresidenta Caroline Reynolds.
Theodore "T-Bag" Bagwell (Robert Knepper) es el villano de la prisión, un peligroso asesino, entra a ser parte del plan de fuga chantajeando a Michael para incluirlo en su escape.
Otro de los convictos de Fox River es Benjamin Miles "C-Note" Franklin (Rockmond Dunbar). Es un padre de familia que está encarcelado por conducir un camión con contrabando ilegal. Sin embargo, sus intenciones nunca fueron malas, ya que lo único que quería era un empleo. Al igual que T-Bag chantajea a Michael para incluirlo en el plan de escape; sin embargo, este no da tantos problemas.
Otros personajes menores de la primera temporada se fueron agregando a lo largo de la misma. Henry Pope (Stacy Keach) es el alcaide de Fox River. Nick Savrinn (Frank Grillo) es un abogado de Proyecto Justicia, colaborador de Verónica Donovan. David "Tweener" Apolskis (Lane Garrison), Charles Westmoreland (Muse Watson) y Charles "Haywire" Patoshik (Silas Weir Mitchell) son los otros reos de importancia de la serie. Nika Volek (Holly Valance), es la esposa de Michael, que ayudó con el plan de escape de Michael y Lincoln. Realmente se casaron para ayudarse uno al otro con favores, dentro y fuera de la prisión.
En la segunda temporada se introduce a la trama un nuevo personaje importante: Alexander Mahone (William Fichtner), agente del FBI que investiga el paradero de Los Ocho de Fox River. Aunque el propósito de Mahone es buscar a los reos que escaparon, a medida que ocurren los hechos la Compañía le obliga a asesinar a todos los convictos, en especial a Michael Scofield. Poco a poco, Mahone va descubriendo las hazañas de Michael y hasta se empareja intelectualmente con él, admirando sus capacidades.
Durante la segunda temporada se fueron agregando otros personajes, los cuales ya estuvieron presentes en la primera temporada, pero esta vez tomando papeles más importantes. Terrence Steadman (Jeff Perry y anteriormente John Billingsley) es el hombre supuestamente asesinado por Lincoln. Su hermana Caroline Reynolds (Patricia Wettig) es ahora candidata a la presidencia de los Estados Unidos.
En la tercera temporada se introducen cuatro nuevos personajes de importancia: Norman "Lechero" St. John (Robert Wisdom) es uno de los mayores capos de la droga en Panamá y es el líder de la Penitenciaría Federal de Sona, después de que esta se haya quedado sin guardias por un incidente pasado. Gretchen Morgan (Jodi Lyn O'Keefe) es una de las agentes que trabaja para la Compañía. James Whistler (Chris Vance) es uno de los presos de Sona y Sofía Lugo (Danay García) es su novia.
En la cuarta temporada aparecen dos nuevos personajes de importancia, por un lado Donald Self (Michael Rapaport) es un agente especial del departamento de Seguridad Nacional que recluta a los protagonistas para acabar con la Compañía, por el otro bando un nuevo asesino a sueldo de la Compañía: Wyatt Mathewson (Cress Williams).

## Producción

### Origen
El origen de Prison Break surgió de una idea (un hombre que entra en prisión a propósito para luego escapar de ella) sugerida por una amiga de Paul Scheuring, Francette Kelley. Scheuring, pensando que era una buena idea, supuso que era una misión muy complicada hacer tal serie para televisión. De todas maneras, le vino a la mente la idea de un hermano incriminado, y una conspiración. Entonces comenzó a escribir la historia de cada uno de los personajes. En 2003, Scheuring presentó la idea a FOX, pero la propuesta fue rechazada. Siguió probando suerte con otras compañías, pero ninguna lo aceptó. El proyecto fue considerado para una miniserie de 14 partes, lo cual captó la atención de grandes íconos de Hollywood, como Steven Spielberg y Bruce Willis, pero la miniserie nunca se llevó a cabo. A consecuencia de la gran popularidad de series como Lost y 24, así como la competencia de este tipo de series en DVD, la cadena FOX aceptó la idea en 2004. El episodio debut fue filmado un año después de que Scheuring escribiese el guion.

### Casting
El capítulo de estreno contó con ocho personajes principales. Los dos protagonistas principales de la serie son Lincoln Burrows, interpretado por Dominic Purcell, condenado a la pena de muerte por un crimen que no cometió, y su hermano Michael Scofield, interpretado por Wentworth Miller, quien elabora un plan para salvarlo, tatuándose en el torso los planos cifrados de la cárcel de Fox River que él mismo diseñó en su profesión de ingeniero, así como códigos ocultos sobre direcciones, ingeniería aplicada en la prisión y abreviaturas encriptadas como recursos mnemotécnicos. El proceso de casting para el personaje de Michael Scofield, comenzó varias semanas antes de la producción. Según Scheuring, la mayor parte de los que optaron para este papel "tenían un juego misterioso, pero falso". A tan sólo 7 días antes de iniciar la producción de la serie, Wentworth Miller se presentó para este papel y Scheuring impresionado por su actuación, lo eligió al día siguiente.
Dominic Purcell fue elegido para el papel de Lincoln Burrows apenas tres días antes de la producción de la serie, y fue el último en completar el casting final de actores. Purcell ya había trabajado anteriormente para la cadena FOX con su personaje protagónico en la serie John Doe. Unos días antes le habían enviado a éste un guion del capítulo piloto de Prison Break. Al principio, Scheuring no estaba totalmente convencido, ya que pensaba que Purcell era "un muchacho muy atractivo para el papel". Sin embargo, Purcell ganó el papel y el primer día de filmación acudió al set de grabación con la cabeza afeitada, lo que sorprendió a Sheuring por la semejanza física de los dos protagonistas de la serie.
Sarah Wayne Callies fue la primera actriz que se presentó, y lo hizo para el papel de Sara Tancredi y fue también la primera en ser elegida como miembro del elenco principal de la serie. Sara Tancredi es la doctora de la prisión y la hija del gobernador de Illinois, que paulatinamente se va enamorando de Michael Scofield. A la audiencia le gustó tanto este personaje que cuando comenzaron a correr rumores de que ya supuestamente no estaría en el programa para la tercera temporada, los fanáticos crearon una petición formal en línea exhortándole a quedarse.

### Lugares de rodaje

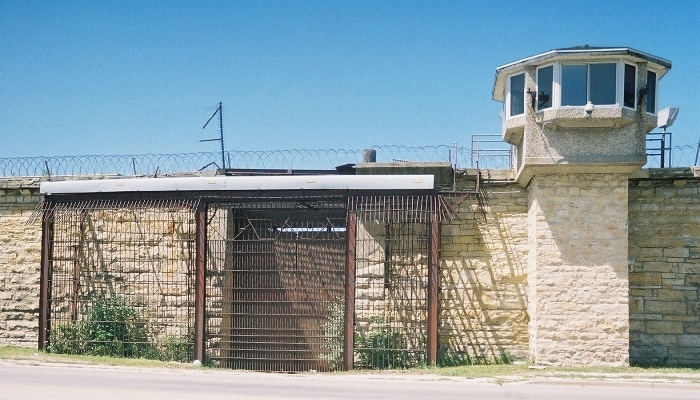
Fachada de la Prisión Joliet, Illinois, cárcel que sirvió como principal lugar de rodaje de la primera temporada.

La mayor parte de la primera temporada de Prison Break fue filmada en Joliet Prison (Illinois). Después de ser cerrada en 2002 por problemas de presupuesto y no ser demolida (como se hace normalmente con todas las prisiones), la Prisión de Joliet se convirtió en el lugar de grabación para la serie en 2005, y fue inmortalizada como Penitenciaría Estatal Fox River en escena. Otras de las escenas de la primera temporada fueron filmadas en Chicago, Woodstock, Joliet y Toronto. Entre otros lugares de grabación se incluyen el Aeropuerto Internacional Chicago-O'Hare. El presupuesto de grabación de cada episodio era de 2 millones de dólares aproximadamente, con un coste presupuestario total de 24 millones de dólares en 2005.
La segunda temporada comenzó a rodarse en junio de 2006 en Dallas (Texas) debido a la proximidad de las zonas rurales y urbanas. Los últimos dos episodios de esta temporada fueron grabados en Pensacola (Florida) para representar las calles de la ciudad de Panamá. Cada episodio duró 8 días de grabación y tuvieron un coste de aproximadamente 1.4 millones de dólares por capítulo.
Por otra parte, las escenas de la tercera temporada, que corresponden a la Penitenciaría Federal de Sona fueron rodadas nuevamente en Dallas; sin embargo, en esta ocasión no se rodó en ninguna prisión real, sino que los productores decidieron levantar una nueva prisión que estuviese fuera de los parámetros de las prisiones comunes en Estados Unidos, por lo que se construyó una nueva estructura para dar vida a Sona. Algunas otras escenas de la tercera temporada fueron grabadas en el Casco Antiguo de la ciudad de Panamá. Cada episodio de 8 días de producción tuvo un coste de 1,4 millones de dólares.
La segunda y tercera temporada tuvieron un coste de casi 50 millones de dólares y un impacto económico para la zona de 122,5 millones de dólares.

## Audiencias

### En Estados Unidos
| Temporada | Años      | Día de Emisión                                     | Comienzo de temporada    | Final de temporada    | Posición | Espectadores (en millones). |
| --------- | --------- | -------------------------------------------------- | ------------------------ | --------------------- | -------- | --------------------------- |
| 1         | 2005–2006 | lunes 9:00 p. m.                                   | 29 de agosto de 2005     | 15 de mayo de 2006    | #55      | 9,2                         |
| 2         | 2006–2007 | lunes 8:00 p. m.                                   | 21 de agosto de 2006     | 2 de abril de 2007    | #51      | 9,3                         |
| 3         | 2007–2008 | lunes 8:00 p. m.                                   | 17 de septiembre de 2007 | 18 de febrero de 2008 | #73      | 8,0                         |
| 4         | 2008-2009 | lunes 9:00 p. m. (2008) viernes 8:00 p. m. (2009). | 16 de agosto de 2008     | 17 de julio de 2009   | #68      | 6,1                         |

En Estados Unidos la primera temporada de la serie captaba aproximadamente entre 9 y 10,5 millones de espectadores por episodio. Con una gran campaña de publicidad por parte de FOX, la serie se convirtió en un éxito rotundo desde su primer capítulo en la televisión norteamericana. Manejaba números de audiencia que en algunas oportunidades superaron los 10 millones de televidentes, números que FOX no tenía los lunes en verano desde Melrose Place y Ally McBeal en 1998.
Cuando la serie salió al aire por primera vez, el 29 de agosto de 2005, en sus dos primeros capítulos se convirtió en el séptimo programa más visto esa semana de la televisión en Estados Unidos, con una audiencia de 10.5 millones de televidentes. Después del debut la serie recibió críticas bastante positivas que alababan la originalidad y el suspenso del show. The New York Times, Entertainment Weekly y The Washington Post le dieron el visto bueno a la serie y fue tanto el éxito de cada uno de los capítulos de Prison Break, que aunque originalmente las temporadas fueron planeadas para ser distribuidas en 13 capítulos, se rodaron nueve episodios adicionales y así se extendió a 22 capítulos por temporada.
El estreno de la segunda temporada obtuvo un promedio de 9,4 millones de televidentes, cifra que se colocó por debajo del estreno de la primera temporada. La audiencia de los primeros capítulos decayó en comparación a la anterior temporada, sin embargo, a mitad de temporada subió considerablemente y la serie seguía siendo éxito entre el público joven y adulto. USA Today no recibió de manera aceptable la segunda temporada de la serie, pero la Prensa Libre de Detroit elogió el suspenso en escena de esta nueva temporada. El decimosexto episodio de esta temporada "Chicago" gozó de la más alta audiencia de toda la temporada, con un promedio de 10,1 millones de espectadores, mientras que, el final de esta temporada tuvo una audiencia que apenas llegó a los 8,01 millones de televidentes, una cifra algo baja para el éxito que venía llevando la serie en los últimos episodios y más aún por ser el final de temporada; en las semanas anteriores al estreno de la tercera temporada se repusieron los últimos seis capítulos de la segunda temporada con una media de entre 3 y 3,5 millones, una cifra alta en audiencia para ser reposiciones previamente transmitidas en FOX, e incluso superando en números las reposiciones de otras series de mayor audiencia en Estados Unidos como Héroes.
El estreno de la tercera temporada obtuvo una audiencia de 8,59 millones de telespectadores, descendiendo casi 2 millones con respecto al debut de la segunda temporada.
Los primeros episodios atrajeron una media bastante baja, mientras que en los capítulos finales recobró audiencia, aunque seguía estando por debajo de la media de la segunda temporada. El séptimo episodio "Vamonos" atrajo la más alta audiencia de toda la temporada con 8 millones de televidentes. El capítulo final cerró la temporada con una audiencia de 7,9 millones.

### Fuera de Estados Unidos
En Canadá, la serie fue recibida con una muy alta audiencia, y se convirtió en la única de las nuevas series que se mantuvo entre los 20 programas más vistos cada semana, y conservó por cada episodio el número más alto de televidentes en su horario.
En Australia, la serie se estrenó el 1 de febrero de 2006, después de una extensa campaña publicitaria en la red de televisión australiana Seven, con una audiencia entre 1,9 y más de 2 millones en su debut. La primera temporada gozó de un promedio de 1,3 millones de espectadores, mientras que la segunda cayó a 1.2 millones de televidentes; Seven decidió hacer de manera apresurada un maratón de la serie que llamaron Prison Break - On the Run, debido a que perdían gran parte de la audiencia, cuando los seguidores de la serie descargaban los capítulos a través de internet o compraban las temporadas completas en DVD, así la cadena australiana transmitía de manera simultánea los nuevos capítulos que eran lanzados en FOX en Estados Unidos. En Nueva Zelanda la popularidad de la serie era evidente, y sostuvo el número más alto de televidentes en su horario.
En Europa, la serie debutó en Francia el 31 de agosto de 2006 con un promedio de 5,5 millones de espectadores (el 48,5% de la audiencia total). Antes de lanzar la segunda temporada, Prison Break obtuvo una promoción pesada por las dos cadenas de televisión que transmitían el show en ese país M6 y FOX y también con la promoción que hicieron los protagonistas de la serie Wentworth Miller y Dominic Purcell junto con el creador Paul Scheuring en MIPCOM en el Festival de Cannes. Así debutó la segunda temporada en Francia con un promedio récord de 7,5 millones de espectadores (29% de toda la audiencia), haciendo a la serie uno de los programas con más audiencia en el año 2006 en Francia. En Polonia el éxito de la serie llegó desde la transmisión del primer capítulo el 28 de enero de 2007, con una audiencia de 7 millones de televidentes (38% de toda la audiencia), el más alto éxito en debut de una serie extranjera en toda la historia de la cadena Polsat y el programa con la más alta audiencia cada semana en las edades entre 16-49 años. En Alemania la serie debutó el 21 de junio de 2007, con una audiencia bastante baja para lo que se esperaba, con un promedio de 1,32 millones de espectadores (13,5% de la audiencia total) a través de la cadena RTL.

#### En España
En España la serie ha sido muy exitosa y es emitida en abierto por La Sexta. En La Sexta, Prison Break ha llegado a convertirse en uno de los programas más exitosos del canal. La primera temporada se mantuvo una audiencia entre 0,5 y 0,9 millones de espectadores y un 3,5%, siendo la serie estrella de La Sexta. La segunda temporada superó a la primera, entre 0,8 y 1 millón de espectadores y una media de un 5%. La tercera temporada bajó hasta los 0,6 millones de espectadores y una media de un 4% siendo un dato aceptable para la cadena. La cuarta temporada subió respecto a la tercera temporada con una media de cerca de 1 millón y un 6%.

#### En Latinoamérica
En Latinoamérica la serie también ha gozado de gran éxito; la primera temporada y los trece primeros capítulos de la segunda fueron transmitidos por Fox, con un muy alto nivel de audiencia. Después del parón que tuvo la serie en Estados Unidos, se empezó a transmitir a nivel continental en 17 países de habla hispana a través del canal por suscripción FOX; también fue retransmitida en otros canales como: FX (señal hermana de Fox).
Brasil es el único país Latinoamericano donde la serie es transmitida aún por FOX. Prison Break es transmitido en señal abierta hasta en Cuba, y ha generado tanto éxito en ese país, que los capítulos han sido llevados a proyectarse en los cines de La Habana.
En otros países como Ecuador, Nicaragua, Argentina, Paraguay, Costa Rica, Bolivia, Perú, Uruguay, México, Venezuela, Colombia, Panamá y República Dominicana, la serie es transmitida en señal abierta por cadenas nacionales, y es el programa líder en su horario

### Índice de audiencia
Debido a la trama que se desarrolla en la serie, la audiencia de Prison Break es preferencial en las edades 18-34. La serie contiene un contenido adulto explícito, que incluye conductas violentas, lenguaje sexualmente explícito y referencias a drogas. Sin embargo, el programa es transmitido en Norteamérica cada lunes a las 8 de la noche y puede ser presenciado por adolescentes desde los 14 años, en Estados Unidos y Canadá.
Mientras que en Australia y Asia la serie puede ser vista solo por mayores de 18 años, en los Países Bajos y Sudáfrica puede ser vista por niños de 12 años con la supervisión de un adulto, y desde los 15 años con supervisión en el Reino Unido.

### Cadenas
Prison Break es transmitido en más de 70 países alrededor del mundo.
| País                 | Título alterno/Traducción                           | Cadena(s) de TV                            | Estreno                                                       | Horario semanal                                                                         | Sitio oficial en cada país                                |
| -------------------- | --------------------------------------------------- | ------------------------------------------ | ------------------------------------------------------------- | --------------------------------------------------------------------------------------- | --------------------------------------------------------- |
| Estados Unidos       |                                                     | FOX                                        | 29 de agosto de 2005                                          | lunes 8:00 p. m.                                                                        |                                                           |
| Alemania             |                                                     | RTL                                        | 21 de junio de 2007                                           | jueves 11:30 p. m.                                                                      |                                                           |
| Arabia Saudí         |                                                     | MBC Action                                 |                                                               |                                                                                         |                                                           |
| Argentina            |                                                     | FOX FX Canal 13 Canal 7 Mendoza Supercanal | 10 de octubre de 2005                                         | martes 11:00 p. m.FOX viernes 1:00am13, 7                                               |                                                           |
| Australia            |                                                     | FOX8 Seven Network                         | 1 de febrero de 2006                                          | sábados 8:30 p. m. 8 miércoles 9:30 p. m. 7                                             |                                                           |
| Austria              |                                                     | RTL                                        |                                                               |                                                                                         |                                                           |
| Bangladés            |                                                     | STAR World                                 |                                                               |                                                                                         |                                                           |
| Bélgica              |                                                     | KanaalTwee RTL-TVi                         | 10 de septiembre de 2006KTwee                                 |                                                                                         |                                                           |
| Bolivia              | Prison Break                                        | FOX Unitel                                 |                                                               | martes 10:00 p. m. FOX jueves 11:00 p. m. Unitel                                        |                                                           |
| Brasil               |                                                     | FOX                                        | 10 de octubre de 2005                                         |                                                                                         |                                                           |
| Bulgaria             | Бягство от затвора (Prison Break)                   | Nova Television                            |                                                               |                                                                                         |                                                           |
| Canadá               |                                                     | FOX Global TV                              | 29 de agosto de 2005                                          | lunes 8:00 p. m.                                                                        |                                                           |
| Chile                |                                                     | FOX MEGA                                   | 10 de octubre de 2005                                         | martes 11:00 p. m. FOX domingo 00:00 Mega                                               |                                                           |
| Colombia             |                                                     | FOX RCN Televisión                         | martes 10:00 p. m. FOX domingos 1:00 p. m.RCN                 |                                                                                         |                                                           |
| Corea del Sur        |                                                     | Catch On                                   | 17 de julio de 2006                                           |                                                                                         |                                                           |
| Costa de Marfil      |                                                     | La Première                                | 2 de abril de 2007                                            |                                                                                         |                                                           |
| Costa Rica           |                                                     | FOX Teletica                               | 16 de julio de 2007                                           | martes 10:00 p. m. FOX                                                                  |                                                           |
| Croacia              | Zakon braće («La ley de los hermanos»)              | RTL Televizija                             |                                                               |                                                                                         |                                                           |
| Cuba                 | Fuga de la Prisión                                  | Cubavisión                                 | 25 de julio de 2007                                           |                                                                                         |                                                           |
| Dinamarca            |                                                     | TV3                                        | 19 de marzo de 2006                                           | lunes 9:00 p. m.                                                                        |                                                           |
| Ecuador              |                                                     | FOX TeleamazonasTA                         |                                                               | martes 10:00 p. m. FOX lunes 11:45 p. m.TA                                              |                                                           |
| El Salvador          |                                                     | FOX                                        |                                                               | martes 10:00 p. m. FOX                                                                  |                                                           |
| Eslovaquia           | Prison Break - Útek z väzenia («Escape de prisión») | TV JOJ                                     | 28 de enero de 2007                                           |                                                                                         |                                                           |
| Eslovenia            | Beg iz zapora (Prison Break)                        | POP TV                                     | 27 de enero de 2007                                           |                                                                                         |                                                           |
| España               |                                                     | La Sexta FOX                               | 21 de septiembre de 2006La Sexta 3 4 de septiembre de 2006FOX | jueves 11:15 p. m. La Sexta lunes 9:30 p. m.FOX                                         |                                                           |
| Estonia              | Põgenemine («Escape»)                               | TV3                                        | 8 de septiembre de 2006                                       | miércoles 10:00 p. m.                                                                   |                                                           |
| Filipinas            |                                                     | Star World, Crime Suspense                 | 21 de febrero de 2006                                         |                                                                                         |                                                           |
| Finlandia            | Pako («Escape»)                                     | MTV3                                       | 12 de septiembre de 2006                                      |                                                                                         |                                                           |
| Fiyi                 |                                                     | Fiji One                                   | 21 de febrero de 2006                                         |                                                                                         |                                                           |
| Francia              |                                                     | M6                                         | 31 de agosto de 2006                                          |                                                                                         | Archivado el 27 de agosto de 2007 en Wayback Machine.     |
| Georgia              |                                                     | Rustavi 2                                  | 9 de abril de 2007                                            |                                                                                         |                                                           |
| Guatemala            |                                                     | FOX                                        |                                                               | martes 10:00 p. m. FOX                                                                  |                                                           |
| Honduras             |                                                     | FOX                                        |                                                               | martes 10:00 p. m. FOX                                                                  |                                                           |
| Hong Kong            | 逃 («Escape»)                                       | TVB Pearl, STAR World                      | 5 de septiembre de 2006                                       |                                                                                         | Archivado el 21 de septiembre de 2007 en Wayback Machine. |
| Hungría              | A szökés («El escape»)                              | RTL Klub                                   | 23 de agosto de 2006                                          |                                                                                         |                                                           |
| India                |                                                     | STAR World                                 |                                                               |                                                                                         |                                                           |
| Indonesia            |                                                     | STAR World, Antv                           | 7 de abril de 2006                                            |                                                                                         |                                                           |
| Irlanda              |                                                     | RTÉ Two                                    | 20 de junio de 2006                                           |                                                                                         |                                                           |
| Islandia             | Á bak við lás og slá («Detrás de rejas»)            | Stöð 2                                     |                                                               |                                                                                         |                                                           |
| Israel               | Ha-Nimlatim («Fugitivos»)                           | STAR World yesSTARS                        | 2 de marzo de 2006                                            |                                                                                         |                                                           |
| Italia               |                                                     | FOX Italia 1                               | 23 de mayo de 20061                                           | domingos 9:00 p. m. FOX viernes 11:00 p. m. 1                                           |                                                           |
| Japón                | プリズンブレイク (Purizun Bureiku)                  | FOX Nippon Television                      | 6 de octubre de 2006                                          |                                                                                         | Archivado el 17 de febrero de 2008 en Wayback Machine.    |
| Letonia              | Izlaušanās («El escape»)                            | TV3                                        | 6 de noviembre de 2006                                        |                                                                                         | Archivado el 8 de octubre de 2007 en Wayback Machine.     |
| Lituania             | Kalėjimo bėgliai («Fugados de prisión»)             | TV3                                        | 5 de septiembre de 2006                                       |                                                                                         |                                                           |
| Malasia              |                                                     | 8TV Star World                             | 10 de abril de 2006                                           | Lunes 10:30 p. m. 8TV                                                                   |                                                           |
| Marruecos            |                                                     | 2M                                         | 9 de septiembre de 2006                                       |                                                                                         |                                                           |
| México               |                                                     | FOX Televisa (Canal 5)                     | 3 de julio de 2006                                            | Martes 10:00 p. m. FOX                                                                  | jueves 11:00 p. m.Canal 5                                 |
| Nicaragua            |                                                     | FOX Canal 2                                |                                                               | martes 10:00 p. m. FOX                                                                  |                                                           |
| Noruega              |                                                     | TV3                                        | 5 de enero de 2006                                            |                                                                                         |                                                           |
| Nueva Zelanda        |                                                     | TV3                                        | 21 de junio de 2006                                           |                                                                                         |                                                           |
| Países Bajos         |                                                     | RTL 5                                      | 16 de marzo de 2006                                           |                                                                                         |                                                           |
| Panamá               |                                                     | FOX TVMax                                  |                                                               | martes 10:00 p. m.FOX jueves 9:00 p. m.TVM                                              |                                                           |
| Paraguay             | La Fuga                                             | FOX Telefuturo LaTele                      |                                                               | martes 11:00 p. m.FOX viernes 11:00 p. m.Telefuturo domingos 11:00 p. m.Latele Canal 11 | Archivado el 26 de septiembre de 2009 en Wayback Machine. |
| Pakistán             |                                                     | STAR World                                 |                                                               |                                                                                         |                                                           |
| Papúa Nueva Guinea   |                                                     | STAR World                                 |                                                               |                                                                                         |                                                           |
| Perú                 | La Fuga                                             | FOX América Televisión Global Tv           | 19 de agosto de 2006AmericaTV                                 | martes 10:00 p. m.FOX                                                                   |                                                           |
| Polonia              | Skazany na śmierć («Condenado a muerte»)            | Polsat                                     | 28 de enero de 2007                                           | domingos 8:00 p. m.                                                                     |                                                           |
| Portugal             |                                                     | FOX RTP 1                                  | 4 de noviembre de 2006                                        |                                                                                         |                                                           |
| Quebec               | La grande évasion («La gran fuga»)                  | TVA                                        | 20 de abril de 2006                                           |                                                                                         | Archivado el 13 de octubre de 2007 en Wayback Machine.    |
| Reino Unido          |                                                     | Five UKTV Gold Sky One FOX                 | 15 de enero de 2006                                           | sábados 10:00 p. m.5 Lunes 10:00 p. m.Sky 1                                             |                                                           |
| República Dominicana |                                                     | FOX Digital 15 Color Visión                |                                                               | martes 11:00 p. m.FOX domingo 1:00 p. m.                                                |                                                           |
| Rumania              |                                                     | Pro TV                                     | 10 de septiembre de 2007                                      |                                                                                         |                                                           |
| Rusia                | Побег («Escape»)                                    | Ren-TV                                     | 4 de septiembre de 2006                                       |                                                                                         |                                                           |
| Singapur             |                                                     | STAR World Channel 5                       | 21 de septiembre de 2006                                      | jueves 10:30 p. m.                                                                      |                                                           |
| Sri Lanka            |                                                     | STAR World                                 |                                                               |                                                                                         |                                                           |
| Sudáfrica            |                                                     | M-Net                                      | 17 de enero de 2006                                           |                                                                                         |                                                           |
| Suecia               |                                                     | TV3                                        |                                                               | Lunes 10:00 p. m.                                                                       |                                                           |
| Suiza                |                                                     | SF zwei RTL TSR1                           | 21 de agosto de 2006                                          |                                                                                         | Archivado el 27 de octubre de 2007 en Wayback Machine.    |
| Tailandia            |                                                     | STAR World UBC Series                      | 26 de marzo de 2006                                           |                                                                                         |                                                           |
| Taiwán               |                                                     | STAR World                                 |                                                               |                                                                                         |                                                           |
| Túnez                |                                                     | Hannibal TV                                | 25 de octubre de 2006                                         |                                                                                         |                                                           |
| Turquía              |                                                     | CNBC-e                                     | 2 de marzo de 2007                                            |                                                                                         |                                                           |
| Uruguay              |                                                     | FOX                                        |                                                               | martes 10:00 p. m.FOX                                                                   |                                                           |
| Senegal              |                                                     | RTS                                        | 2008                                                          | sábado 21:00                                                                            |                                                           |
| Venezuela            |                                                     | FOX Venevisión                             |                                                               | martes 10:00 p. m.FOX                                                                   |                                                           |
| Vietnam              |                                                     | STAR World                                 |                                                               |                                                                                         |                                                           |

## Controversia
En octubre de 2006 los hermanos Donald y Robert Hughes presentaron una demanda contra la cadena Fox Broadcasting Company y el creador y productor ejecutivo Paul Scheuring por infracción de derechos de autor, reclamando daños y perjuicios a la productora.
Los hermanos Hughes vivieron en la década de los 60 una historia similar a la de Prison Break. Cuando Robert fue encarcelado injustamente, su hermano Donald planeó la fuga y dos meses después ambos escaparon de prisión.
Aseguraban que en 2001 enviaron un guion a los estudios de la FOX, contando sus experiencias, el plan de fuga que ejecutaron con éxito y como fueron sus vidas después de pasar meses como fugitivos, pero la idea fue rechazada.

## Premios y nominaciones[27]

### Premios
2006
- ALMA Awards — Mejor Director de una serie de drama o comedia — Jesús Salvador Treviño.
- People's Choice Awards — Mejor serie dramática nueva.

2007
- Australian Film Industry Awards — Premio Internacional al Mejor Actór — Dominic Purcell.[28]

### Nominaciones
2006
- ALMA Awards — Mejor actor secundario en una serie — Amaury Nolasco
- Eddie Awards — Mejor edición — Mark Helfrich, por el capítulo "Pilot"
- Emmy Awards — Mejor canción de apertura — Ramin Djawadi
- Golden Globe — Mejor serie dramática
- Golden Globe — Mejor actor dramático — Wentworth Miller
- Satellite Awards — Mejor actor secundario — Robert Knepper
- Premios Saturn — Mejor serie de televisión
- Premios Saturn — Mejor actor de Televisión — Wentworth Miller
- TCA Awards — Mejor serie nueva del año
- Teen Choice Awards — Mejor actor de Televisión — Wentworth Miller
- Teen Choice Awards — Serie Revelación
- Teen Choice Awards — Estrella revelación — Wentworth Miller
- Teen Choice Awards — Categoría especial: TV Sidekick — Amaury Nolasco

2007
- Golden Reel Awards — Mejor canción en edición — David Klotz, por el capítulo "Disconnect"
- Golden Reel Awards — Mejor canción editada en efectos especiales — por el capítulo "Disconnect"
- Teen Choice Awards — Mejor actor de Televisión — Wentworth Miller
- Teen Choice Awards — Mejor villano — Robert Knepper
- TP de Oro — Mejor serie extranjera.

## Otros lanzamientos

### DVD
Los DVD han sido lanzados para las regiones 1, 2, y 4.
| Temporada 1 | 22 episodios | 6 discos | Inglés (DD 5.1) español portugués                         | Español Francés Inglés                           | 8 de agosto de 2006     | 18 de septiembre de 2006 | 13 de septiembre de 2006 |
| El primer lanzamiento en DVD de Prison Break incluye 966 minutos de video, 10 comentarios en audio de actores y productores, 5 escenas borradas/cambiadas, 4 bonus de detrás de escena, 6 comerciales de TV y 2 avances promocionales. Algunas ediciones contenían el especial de la primera temporada, Behind the Wall y/o los 26 mobisodes. |              |          |                                                           |                                                  |                         |                          |                          |
| Temporada 2 | 22 episodios | 6 discos | Inglés (DD 5.1) español portugués                         | Español Francés Inglés                           | 4 de septiembre de 2007 | 20 de agosto de 2007     | 12 de septiembre de 2007 |
| El segundo lanzamiento en DVD de Prison Break incluye 966 minutos de video, 11 comentarios en audio de actores y productores, un videoclip y material extra. |              |          |                                                           |                                                  |                         |                          |                          |
| Temporada 3 | 13 episodios | 4 discos | Inglés (DD 5.1) español portugués chino coreano tailandés | Español portugués Inglés chino coreano tailandés | junio de 2008           | junio de 2008            | junio de 2008            |
| La Tercera Temporada en DVD salió con solo 4 discos sin embargo el diseño de menú y los extras incluidos, están excelentemente detallados, esta temporada incluye la filmación una escena de cada episodio, además del detrás de cámaras del primer y último episodio, así como la forma en que se relajan los actores entre cada toma.       |              |          |                                                           |                                                  |                         |                          |                          |

La primera temporada salió en formato Blu-ray a finales de 2007.

### Mobisodes
Entre mayo y julio de 2006 se lanzó una serie similar a la original, pero exclusivamente para teléfonos móviles: Prison Break: Proof of Innocence.
Fueron 26 mobisodes (episodios creados para teléfonos móviles) de aproximadamente 2 minutos cada uno. Ningún actor ni productor de la serie original formó parte de esta mini serie. Los mismos tratan sobre Amber McCall, cuyo objetivo es encontrar pistas para liberar a su amigo L.J. Burrows.

### Videojuego
Brash Entertainment confirmó a principios del año 2008 que estaba trabajando en un videojuego que llevaría por nombre el mismo que el de la serie: Prison Break. En el DVD que contiene la tercera temporada de serie, se emite un comunicado confirmando la noticia. No obstante, la empresa entró en quiebra, dejando el proyecto a espera de que una nueva compañía lo retome y continúe su producción. Finalmente, la compañía de videojuegos Deep Silver se hizo cargo de este proyecto y el videojuego salió a la luz a mediados del año 2009. Pero se retrasó para marzo de 2010 con el título de Prison Break: La Conspiración El juego está disponible para PC, Xbox 360 y Playstation 3.